# 心の星
『心の星』（こころのほし）は、ベッキー♪♯の1stアルバム。発売元はEMIミュージックジャパン。2010年2月24日発売。

## 概要
- ベッキー♪♯としては初のアルバム。
- 通常盤・初回デラックス盤・スペシャルプライス盤の3種類で発売された。
  - 通常盤・初回デラックス盤はフォトブックレット仕様。
  - 初回デラックス盤・スペシャルプライス盤には『好きだから』、『心の星』W購入者限定「ベッキー♪#SPECIAL LIVE」応募ハガキを封入。
  - 初回デラックス盤のみベッキー♪♯オリジナルデザインのシュシュ・ミニノート付き。
  - また、楽曲の収録内容は全て同じ。

## 収録曲
1. テクノキャット
  - （作詞：ベッキー♪♯、作曲：近藤健次、編曲：本田優一）
  - ベッキー本人出演『眼鏡市場』CMソング。
  - 関西テレビ・フジテレビ系『にじいろジーン』2010年5月度天気予報BGM。
2. 好きだから
  - （作詞：ベッキー♪♯、作曲：近藤健次、編曲：岡野ハジメ）
  - 2ndシングル。関西テレビ・フジテレビ系『にじいろジーン』2010年2月度天気予報BGM。
3. 君へ
  - （作詞：ベッキー♪♯、作曲：熊谷幸子、編曲：笹路正徳）
  - 平成21年度NHK歳末・海外たすけあいイベント「あなたのやさしさを2009」イメージソング
4. 心こめて
  - （作詞：ベッキー♪♯、作曲：市川喜康、編曲：中村タイチ）
  - 1stシングル。関西テレビ・フジテレビ系『にじいろジーン』2010年1月度天気予報BGM。
5. そらいろ
  - （作詞：ベッキー♪♯、作曲：熊谷幸子、編曲：岡野ハジメ）
  - 関西テレビ・フジテレビ系『にじいろジーン』2010年3月度天気予報BGM。
6. ～The STAR Bridge～
  - （作詞・作曲：ベッキー♪♯、編曲：Akira Miyake）
7. WBC
  - （作詞・作曲：ベッキー♪♯、編曲：本田優一郎）
  - 1stシングルのカップリング。ベッキー本人出演『ジェットスター航空』CMのタイアップ曲。
8. 手紙
  - （作詞・作曲：ベッキー♪♯、編曲：本田優一郎）
  - 関西テレビ・フジテレビ系『にじいろジーン』2010年4月度天気予報BGM。
9. 幸の素
  - （作詞：ベッキー♪♯、作曲・編曲：清藤潤）
  - 読売テレビ・日本テレビ系『情報ライブ ミヤネ屋』エンディングテーマ
10. ハピハピ（作詞：ベッキー♪♯、作曲：Splash Candy、編曲：本田優一郎）
  - 1stシングル。テレビ朝日系アニメ「クレヨンしんちゃん」のオープニングテーマ。
11. 闇を突きぬけてゆく
  - （作詞：ベッキー♪♯、作曲：市川喜康、編曲：中村タイチ）
12. 時の中に
  - （作詞・作曲：ベッキー♪♯、編曲：Akira Miyake）